# Рудська Марися Болеславівна
Рудська Марися Болеславівна (нар. 23.11.1990 в м. Київ) — українська художниця-ілюстратор.

## Біографія
Закінчила школу № 186 у місті Київ. В першому класі відвідувала гурток петриківського розпису. Навчається у Інституті філології Київського національного університету імені Тараса Шевченка за спеціальністю «українська мова та література». Має молодшу сестру Дар'ю (2006 р.н.). 
Володіє українською, російською та англійською мовами.

## Книги
Книги з ілюстраціями Марисі Рудської:
- Збірка поезій Івана Андрусяка «Неможливості мови» (Ярославів Вал, 2011)
- «Паварот на мара» Ігар Кулікоў (Мінськ, 2013)
- Збірка поезій Павла Коробчука «Динозавр» (Ярославів Вал, 2011)
- Книга Катерини Єгорушкіної і Штефана Недериці «Будиночок з Води» (Київ, 2011)
- Збірка поезій Леоніда Сороки в перекладах Івана Андрусяка «Кишеньковий Дракон» (Грані-Т, 2011)
- «Правобукварик» (Додаток до журналу «Право України», 2012–2013)
- Збірка новел Галі Ткачук «Найкращі часи» (Електрокнига, 2012)
- Збірка новел «Жесть» Сашка Ушкалова (КСД, 2013)
- Сашко Ушкалов «Золоті лисенята повертаються. Життя і творчість Юліана Шпола»(Майдан, 2012)
- Сашко Ушкалов «БЖД» (КСД, 2013)
- Оксана Боровець «Дерево Будд» (Байда, 2012)
- Євген Гущин «Перелунисті літа» (Київ, 2013)
- Перша Музична Абетка (Classica, 2013)
- Олексій Чупа «10 слів про вітчизну» (КСД, 2014)
- Леонід Сорока «Монетки на ветке» (2014)
- Також журнали «Пізнайко», «Просто неба», «Веселые истории», «Жила»

## Виставки робіт
- «Червона магія» (Харків, 2009),
- «Сни та фосфени» (Київ, 2010),
- «Край неперелітних див» (Київ, 2011),
- «Кишеньковий світ» (Львів, 2011),
- «Обійняти динозавра» (Київ, 2011),
- «Звірі, риби, бабаї» (Київ, 2012),
- «Внутрішній вирій» (Київ, 2013),
- «Прояви весни» (Івано-Франківськ, 2014)
- «Добрі знаки» (Чернівці, 2014)